# Bjelaj
Bjelaj är en ort i Bosnien och Hercegovina.   Den ligger i entiteten Federationen Bosnien och Hercegovina, i den västra delen av landet, 190 kilometer väster om huvudstaden Sarajevo. Bjelaj ligger 659 meter över havet och antalet invånare är 106.
Terrängen runt Bjelaj är varierad.Runt Bjelaj är det ganska tätbefolkat, med 93 invånare per kvadratkilometer.. Närmaste större samhälle är Orašac, 11,0 kilometer nordväst om Bjelaj. 
Omgivningarna runt Bjelaj är en mosaik av jordbruksmark och naturlig växtlighet.